# Le Royaume sous le sable
Le Royaume sous le sable est le vingt-sixième tome de la série de bande dessinée Thorgal, dont le scénario a été écrit par Jean Van Hamme et les dessins réalisés par Grzegorz Rosiński.

## Synopsis
Sur le chemin du retour vers le Northland, Thorgal et sa famille sont sauvés du désert contre toute attente par des hommes disposant d'une technologie avancée. Emmenés dans un royaume souterrain situé sous le désert, ils y sont retenus prisonniers par ces hommes, qui s'intéressent aux pouvoirs de Thorgal et de Jolan. En tâchant de sauver les siens, Thorgal lève les derniers mystères sur ses origines et sur le « peuple des étoiles ».

## Publication
- Le Lombard, novembre 2001,  (ISBN 2-8036-1665-3)
- Le Lombard, octobre 2007,  (ISBN 978-2-8036-1665-7)

### Documentation
- Fabien Tillon, « Le drakkar dans les dunes », BoDoï, no 46,‎ novembre 2001, p. 11.
- « Thorgal (T.26 : Le Royaume sous le sable) (Lombard) - Rosinsky & Van Hamme », Bifrost, no 26,‎ avril 2002